# آلف ادیج
آلف ادیج (انگلیسی: Alf Edge؛ 5 november 1864 – ۱۱ آوریل ۱۹۴۱) بازیکن فوتبال اهل بریتانیا بود.
از باشگاه‌هایی که در آن بازی کرده‌است می‌توان به باشگاه فوتبال استوک سیتی، باشگاه فوتبال مکلسفیلد تاون، باشگاه فوتبال منچستر سیتی، باشگاه فوتبال منچستر یونایتد، و باشگاه فوتبال نورتویچ ویکتوریا اشاره کرد.
وی همچنین در تیم ملی فوتبال Football Alliance XI بازی کرده‌است.